# Домашово (усадьба)
«Домашово» — старинная усадьба, принадлежавшая русским дворянским родам: Фридрикисам и фон Бальцам. Расположена в одноимённой деревне Домашово, в Кингисеппском районе Ленинградской области.
Является памятником истории.

## История
В 1736 году мызу Домашеву с окрестными деревнями императрица Анна Иоанновна пожаловала генерал-аншефу Василию Федоровичу Салтыкову. В 1751 году имение унаследовал его сын Сергей Васильевич Салтыков, фаворит великой княгини Екатерины Алексеевны.
В 1777 году, незадолго до своей смерти, Сергей Салтыков продал имение придворному банкиру и барону Гансу Юргенсовичу (Ивану Юрьевичу) Фридриксу. Спустя четыре года мыза перешла по наследству к Ивану Ивановичу Фридриксу, поручику артиллерии. Дослужившись до чина подполковника, он вышел в отставку и занялся хозяйством. Фридрикс благоустроил усадьбу. Проходивший мимо тракт был спрямлён и обсажен дубами; за господским двором разбили фруктовый сад; хозяйственные сооружения вынесены за пределы усадьбы, а скотный двор — на другой берег реки.
Далее имение унаследовали вдова Дарья Фёдоровна и дети Ивана Ивановича. Раздел между ними произошел в 1833 году. Усадьба достались Павлу Ивановичу Фредериксу. Вместе с сыновьями он жил в имении постоянно. Павел Иванович занимался хозяйством и включился в уездную жизнь. Дворяне избирали его своим предводителем. После смерти Павла Ивановича имение пришло у упадок и в 1858 году было выставлено на торги.
Усадьбу со всеми строениями и 1600 десятинами земли купил за 68 тысяч рублей отставной генерал-майор Фридрих Юлиус (Фёдор Карлович) фон Бальц. Он полностью преобразовал водную систему: напротив усадебного дома на реке Суме были устроены перемычка и каменный мост; к востоку от него созданы пруды с каскадами; а на западе русло реки разделено на два рукава, омывающие насыпной островок, где были расположены хозяйственные постройки. Транзитную дорогу, проходившую через усадьбу, владелец перенёс на другую сторону реки, к деревне Домашевой. Склон перед домом был террасирован, по берегам реки и прудов насажены деревья. Новые хозяева продолжали развивать и поддерживать садоводство, кроме того, завели винокуренный завод и хозяйственный полумызок, названный по имени жены Бальца Лидино. Здесь 5 рабочих производили около 3000 вёдер спирта за сезон.
После смерти Фёдора Карловича в 1873 году совладельцами имения остались сыновья Александр и Юлий Федоровичи Бальцы. Они дважды (в 1887—1890 годах) закладывали поместье и страховали постройки. На тот момент каменными были амбар с конюшней, ледник, свинарник, скотный двор, гумно, сарай, бревенчатыми — господский дом, конюшни с каретником, два жилых флигеля, казармы для рабочих, дом управляющего; все постройки оценивались в 38,7 тыс. рублей. Бальцы жили довольно аскетично в рубленном доме голубого цвета с мезонином.
Александр Федорович, генерал-лейтенант Генерального штаба, умер в 1899 году и единственным владельцем стал Юлий Федорович, инженер-подполковник, руководитель строительства Оренбургской железной дороги. Он в 1913 году при полумызке Лидино устроил лесопильный завод, что повысило доходность имения. Также в реке Сума он разводил на продажу форель. После смерти Юлия Фёдоровича в 1914 году поместье перешло к сыну Фёдору (Теодору) Юльевичу, последнему владельцу Домашово. После революции 1917 года усадьба была национализирована.
В бывшем господском доме с 1917-го по 1919 год располагался госпиталь для красноармейцев.
Во время Великой Отечественной войны Домашево было оккупировано. Деревня была освобождена от немецко-фашистских оккупантов 29 января 1944 года.
В советское время в регулярном парке была устроена танцевальная площадка, а в пейзажном парке сделаны деревянные качели и поставлены ворота для игры в футбол. В деревянном доме управляющего располагалась сначала администрация совхоза «Борец», а затем детский сад. Господский двор с каменными домами служил общественным центром, на фундаменте риги с гумном возвели двухэтажное здание конторы, рядом разместили промтоварный магазин, а на фундаменте господского дома построили столовую с продуктовым магазином. Также отстроили двухэтажное здание под общежитие, в котором позднее размещали летний трудовой лагерь для подростков. В бывшей конюшне сначала располагался танцевальный клуб с кинотеатром и библиотекой, а затем общежитие для рабочих кировского завода; скотный двор приспособлен под автохозяйство. В бывшем хозяйственном комплексе размещались склады и кочегарка.
На территории парка сохранились каменный двухарочный мост, аллеи дубов и небольшой водопад. Хорошо читается прямоугольник регулярного парка, обнесенного валами, в аллеях которого растут липы, клены, вязы, ясени; множество декоративных кустарников акации желтой, рябинника, спиреи и сирени. Один из дубов признан памятником живой природы и включен в национальный реестр старовозрастных деревьев России.
К началу XXI века времени из построек усадьбы уцелели три каменных здания хозяйственного двора в регулярном парке и мужицкая конюшня со скотным двором по другую сторону реки. Каменная мельница разрушена при прокладке газопровода в 2000-х годах.

## Галерея

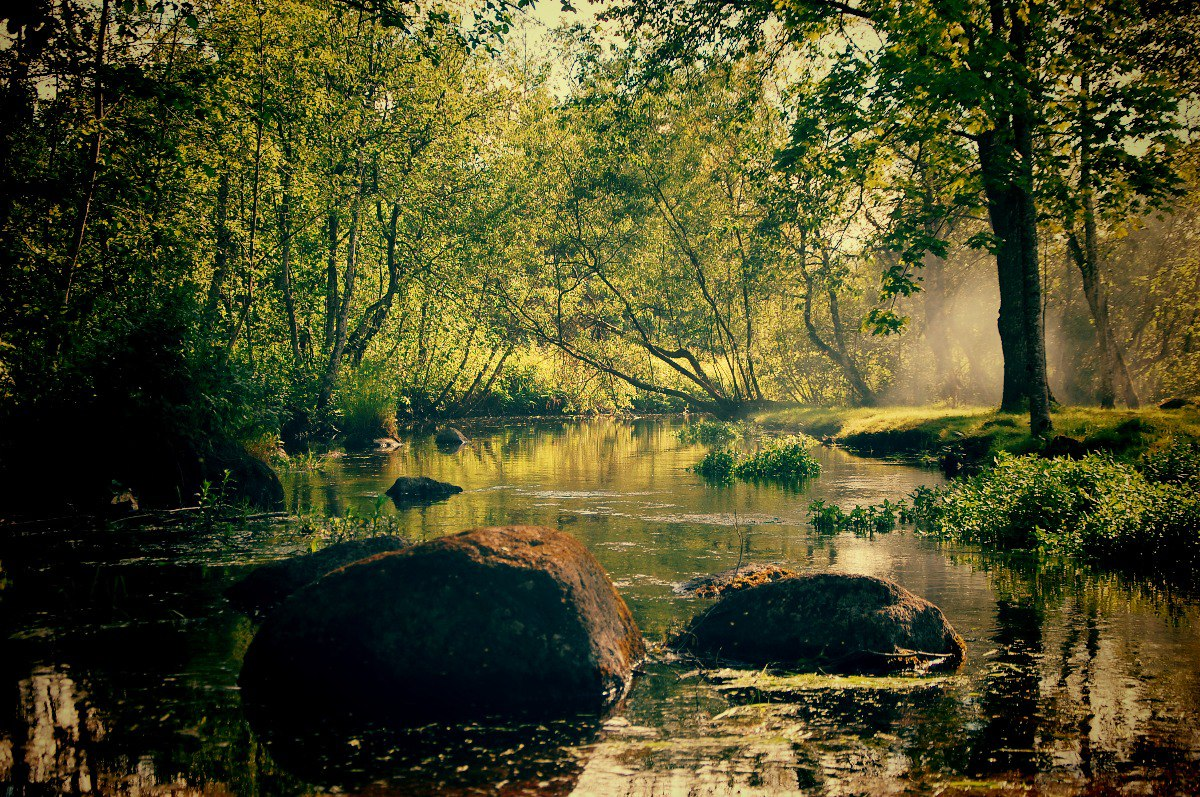
Усадебный парк в 2017 году
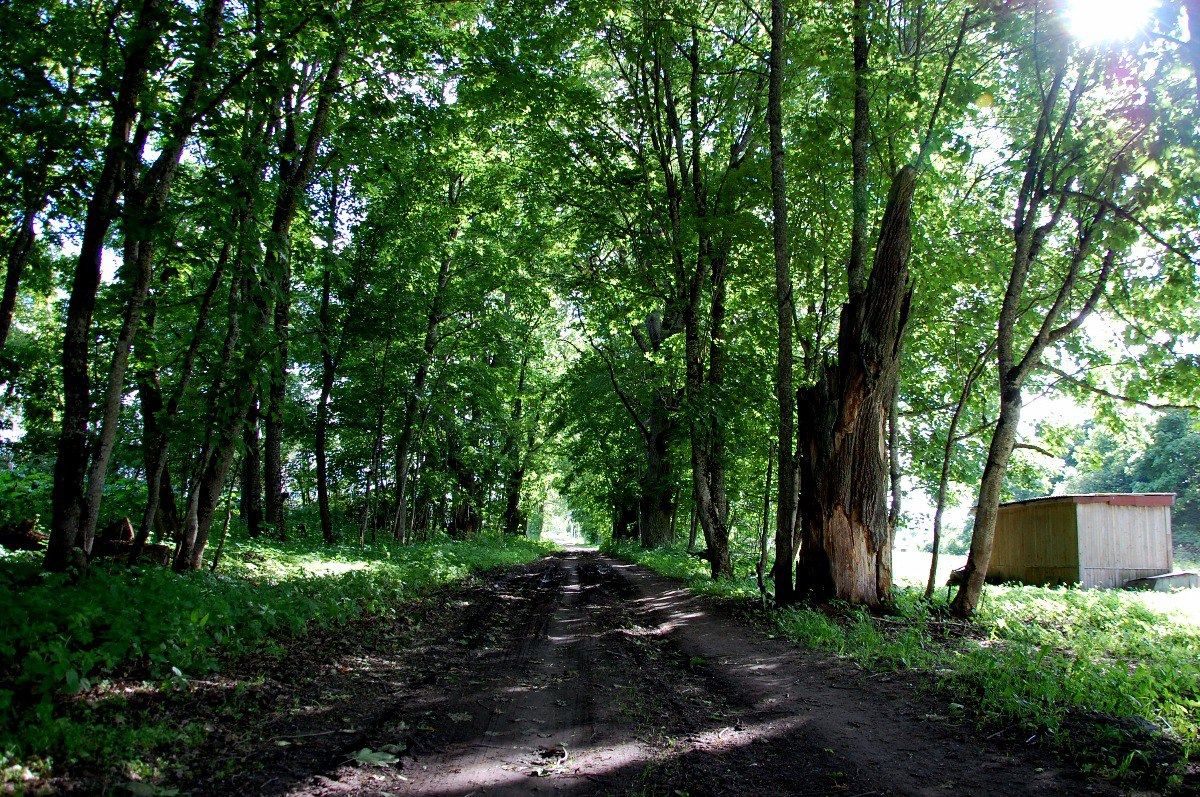
Усадебный парк в 2017 году
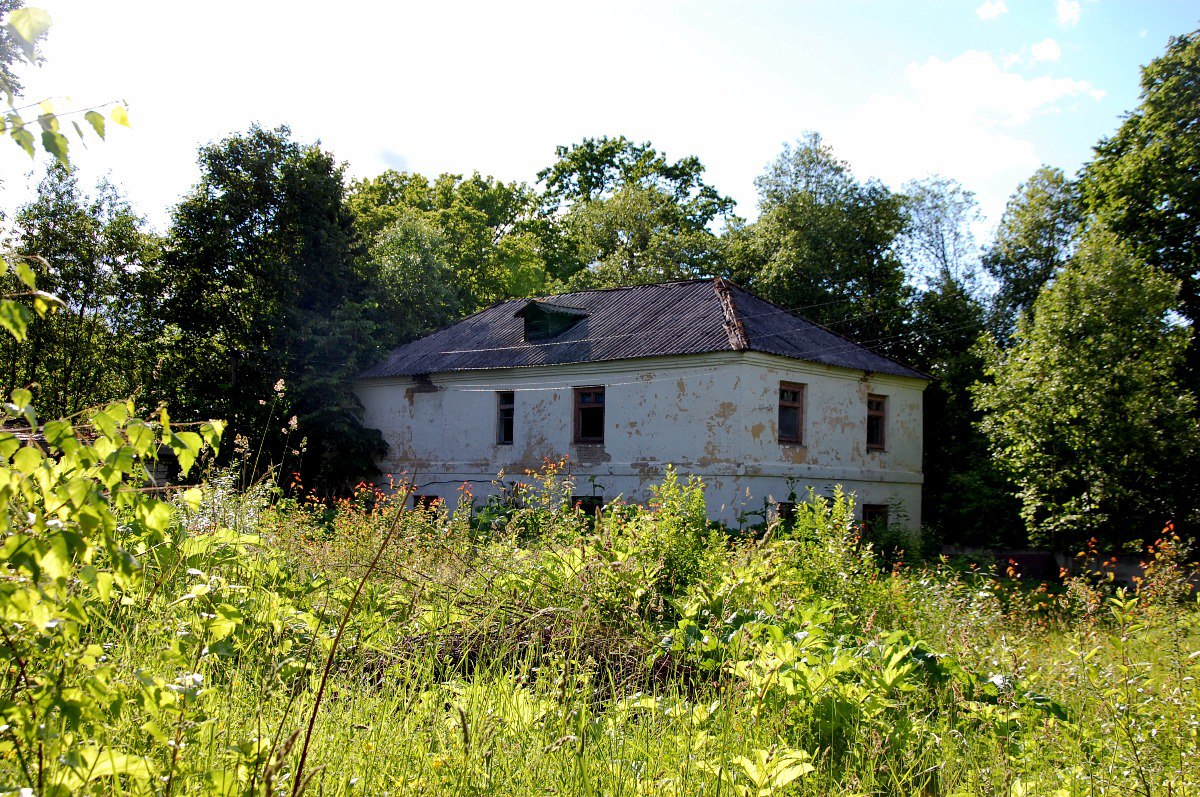
Усадебные постройки в 2017 году
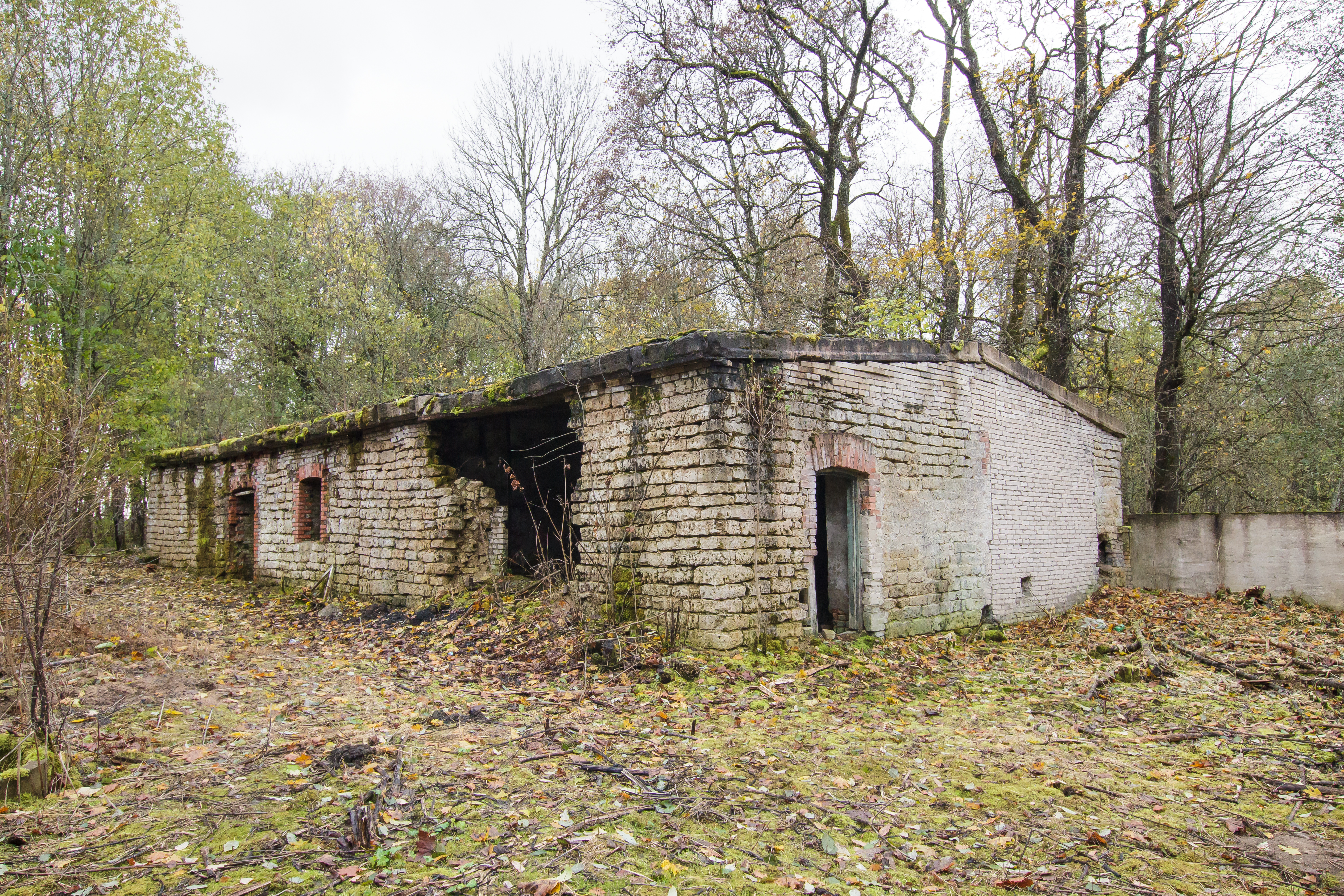
Усадебные постройки в 2020 году